# Tuffi ai campionati europei di nuoto 2024 - Trampolino 3 metri sincro misti
La competizione del trampolino 3 metri sincro misti ai campionati europei di nuoto di Belgrado 2024 si è svolta il 19 giugno 2024, presso l'Istituto serbo per lo sport e la medicina sportiva di Belgrado, in Serbia.
La finale si è svolta alle 15:30.

## Risultati
| Class   | Nazione       | Tuffatori                           | Punti | Punti | Punti | Punti | Punti | Punti  |
| Class   | Nazione       | Tuffatori                           | T1    | T2    | T3    | T4    | T5    | Totale |
| ------- | ------------- | ----------------------------------- | ----- | ----- | ----- | ----- | ----- | ------ |
| Oro     | Gran Bretagna | Ben Cutmore Desharne Bent-Ashmeil   | 46.80 | 42.60 | 52.20 | 63.90 | 63.00 | 268.50 |
| Argento | Svezia        | Elias Petersen Emilia Nilsson Garip | 46.80 | 43.80 | 61.20 | 50.22 | 59.40 | 261.42 |
| Bronzo  | Germania      | Lou Massenberg Jana Lisa Rother     | 45.00 | 42.00 | 54.00 | 59.40 | 60.45 | 260.85 |
| 4       | Ucraina       | Bohdan Chyzhovskyi Viktoriya Kesar  | 46.20 | 45.00 | 52.20 | 56.70 | 58.59 | 258.69 |
| 5       | Norvegia      | Isak Børslien Caroline Kupka        | 46.20 | 42.60 | 56.28 | 57.96 | 47.79 | 247.23 |
| 6       | Polonia       | Kacper Lesiak Aleksandra Błażowska  | 42.60 | 42.00 | 55.80 | 48.60 | 53.76 | 242.76 |
| 7       | Georgia       | Giorgi Tsulukidze Tekle Sharia      | 38.40 | 35.40 | 49.41 | 42.48 | 45.36 | 211.05 |